# Tour della nazionale maschile di rugby a 15 dell'Inghilterra 2022
A luglio 2022 la nazionale inglese di rugby allenata da Eddie Jones intraprese un tour in Australia che prevedeva una serie di tre test match con gli Wallabies nei tre fine settimana tra il 2 e il 16 luglio.
In palio, al posto della vecchia Cook Cup, v'era il nuovo trofeo Ella-Mobbs, intitolato congiuntamente all'australiano Mark Ella e all'eroe di guerra inglese Edgar Mobbs.
Le due squadre non si incontravano in tour dal 2016, quando l'Inghilterra fece cappotto vincendo tutte e tre le partite della serie.
Nonostante il vantaggio di un uomo per buona parte dell'incontro, gli inglesi persero 28-30 il primo test match a Perth, ma ebbero la loro rivincita una settimana dopo a Brisbane, vincendo 25-17.
A serie pari, fu necessario il verdetto del terzo incontro che fu di nuovo appannaggio dell'Inghilterra, che capitalizzò sull'unica meta di Marcus Smith per costruire il successo messo in cassaforte da 18 punti al piede di Owen Farrell.
La vittoria nella serie non cambiò la situazione nel ranking World Rugby, che sia prima che dopo vedeva Inghilterra e Australia rispettivamente al quinto e sesto posto della graduatoria.

## Risultati
| Arbitro: | James Doleman |

|                                        |      |                                            |
| Petaia 63’ F. Fainga'a 69’ P. Samu 76’ | mt   | 49’ Genge 79’ Arundell 80+2’ v. Poortvliet |
| Lolesio 63’, 69’, 76’                  | tr   | 79’, 80+2’ O. Farrell                      |
| Lolesio 23’, 40’, 43’                  | c.p. | 7’, 21’, 60’ O. Farrell                    |

| Arbitro: | Andrew Brace |

|                      |      |                                         |
| Tupou 37’ Kerevi 48’ | mt   | 5’ B. Vunipola                          |
| Lolesio 37’, 48’     | tr   | 5’ O. Farrell                           |
| Lolesio 54’          | c.p. | 11’, 15’, 23’, 33’, 44’, 67’ O. Farrell |

| Arbitro: | Paul Williams |

|                            |      |                             |
| Wright 23’ F. Fainga'a 65’ | mt   | 40’ F. Steward 54’ M. Smith |
| Lolesio 23’, 66’           | tr   | 54’ O. Farell               |
| Lolesio 30’                | c.p. | 30’ Lolesio                 |